# كنيس مائير عنايم
كنيس مائير عنايم أو معبد مائير عنايم، ويُعرف كذلك بـمعبد مائير بيتون، هو كنيس يهودي. يقع في شارع 13 بحي المعادي بمدينة القاهرة في مصر. بٌني عام 1934.